# Landgraviat de Brabant
Pour les articles homonymes, voir Brabant.
1085–1183
Entités précédentes :
- Comté de Louvain
- Comté de Bruxelles

Entités suivantes :
- Duché de Brabant

Le landgraviat de Brabant est un fief médiéval du Saint Empire romain germanique créé au XIe siècle. Dominé par la famille des Régnier, comtes de Louvain et de Bruxelles au sein de la Basse-Lotharingie, il est situé entre les rivières Dendre et Senne, près de la frontière occidentale du Saint-Empire le long de l'Escaut, bordé par le comté de Flandre à l'ouest et par le comté de Hainaut au sud. Au XIIe siècle, il est intégré au nouveau duché de Brabant.

## Histoire
Au haut Moyen Âge, les domaines de l'ancienne province romaine de Gaule belgique sont devenus une partie des royaumes francs. Après les partages de l'Empire carolingien au IXe siècle, le pagus de Brabant appartenait à la Lotharingie qui fut rattachée definitivement à la Francie orientale sous le règne du roi Henri Ier en 923. Au XIe siècle, sous la domination du Saint-Empire, les domaines du pagus en Basse-Lotharingie sont repartis sur plusieurs seigneuries :
- le comté de Bruxelles acquis par le comte Lambert Ier de Louvain, issu de la famille des Régnier, en 994 ;
- la partie sud qui passa sous la domination du comte Régnier V de Mons en 1024 et est devenue une partie du comté de Hainaut ;
- les domaines d'Ename cédés en fief impérial au comte Baudouin V de Flandre vers l'an 1059 – la future Flandre impériale ;
- le comté entre les rivières Dendre et Senne qui restait un fief impérial du comte palatin Hermann II de Lotharingie jusqu'à sa mort en 1085.

À la suite du décès de Hermann II, l'empereur Henri IV confia ce quatrième comté au comte Henri III de Louvain et de Bruxelles, neveu du comte palatin Hermann II de Lotharingie et arrière petit-fils de Lambert Ier, en lui accordant le titre de « landgrave de Brabant ». Ceci est la plus ancienne utilisation connue du terme landgrave.
À la mort de Henri III en 1095, son frère cadet Godefroid lui succédera. En 1106, il fut également nommé duc de Basse-Lotharingie (sous le nom de Godefroid V) et marquis d'Anvers par le roi Henri V. Néanmoins, il a perdu ces titres avec la nomination de son rival Waléran II de Limbourg par le roi Lothaire de Supplinbourg en 1128. Tous deux, Godefroid et Waleran, sont décédés en 1139 et le titre ducal allait au fils de Godefroid, Godefroid II de Louvain, apparenté au roi Conrad III de Hohenstaufen par son mariage. Refusant d'accepter la perte, le fils de Waléran, Henri II de Limbourg, attaqua Godefroid II, mais fut vaincu.
Godefroid III de Louvain, duc de Basse-Lotharingie et marquis d'Anvers à partir de 1142, était un fidèle vassal de Conrad III et de son neveu Frédéric Barberousse. Son fils aîné, Henri le Courageux se marie en 1179 avec Mathilde de Boulogne et obtient le landgraviat de Brabant des mains de son père. En 1183, l'empereur Frédéric Barberousse fusionna officiellement le landgraviat, le marquisat d'Anvers, ainsi que les comtés de Louvain et de Bruxelles pour former le nouveau duché de Brabant. À la suite de la mort de son père en 1190, Henri le Courageux obtient la confirmation du titre de « duc de Brabant », en vertu de la succession des ducs de Basse-Lotharingie, par le roi Henri VI à la Diète de Hall.

## Temps modernes
La région faisait partie du Brabant méridional de 1815 à 1830, province du royaume uni des Pays-Bas puis de la province belge du Brabant de 1830 à 1996. Il se trouve actuellement dans la partie occidentale du Brabant flamand en Belgique.